# (8986) Kineyayasuyo
(8986) Kineyayasuyo est un astéroïde de la ceinture principale.

## Description
(8986) Kineyayasuyo est un astéroïde de la ceinture principale. Il fut découvert le 1er novembre 1978 à Caussols par Kōichirō Tomita. Il présente une orbite caractérisée par un demi-grand axe de 3,09 UA, une excentricité de 0,20 et une inclinaison de 1,3° par rapport à l'écliptique.

## Compléments